# سانت ارث (كورنوال)
سانت ارث (بالإنجليزية: St Erth)‏ هي قرية و أبرشية مدنية تقع في المملكة المتحدة في إنجلترا. يقدر عدد سكانها بـ 1,374 نسمة .

## أعلام
- ديفيد تشارلستون